# Tadeusz Janicki
Tadeusz Janicki (ur. 1964) – polski historyk, doktor habilitowany nauk humanistycznych. Specjalizuje się w historii gospodarczej. 

## Życiorys
Profesor nadzwyczajny na Wydziale Historii Uniwersytetu im. Adama Mickiewicza w Poznaniu, gdzie pracuje w Zakładzie Historii Gospodarczej. Od roku 2017 kierownik tego Zakładu.
Stopień doktorski uzyskał w 1994 na podstawie pracy pt. Wieś w Kraju Warty 1939 - 1945 (promotorem był prof. Czesław Łuczak). Habilitował się w 2011 na podstawie oceny dorobku naukowego i rozprawy pt. Kształtowanie się polityki rolnej w Republice Federalnej Niemiec w latach 1949-1969. Od 2017 roku redaktor czasopisma naukowego Studia Historiae Oeconomicae.

## Członkostwo w towarzystwach naukowych
- Poznańskie Towarzystwo Przyjaciół Nauk (Wydział II Historii i Nauk Społecznych)[6]
- Polskie Towarzystwo Historii Gospodarczej (od 2021 r. Prezes Zarządu)[7]